# ジエゴ・ヴィウヴェルソン・フェレイラ・ソウザ
ジエゴ・ソウザ（Dyego Sousa）ことジエゴ・ヴィウヴェルソン・フェレイラ・ソウザ（ポルトガル語: Dyego Wilverson Ferreira Sousa、1989年9月14日 - ）は、ブラジル・マラニョン州出身のサッカー選手。セグンダ・ディビシオン・ADアルコルコン所属。ポジションはFW。

## クラブ歴
モト・クルブ・ジ・サン・ルイスで選手となり、ポルトガル語圏のクラブを転々とした。2014年7月13日にCSマリティモと3年契約を締結。2017年にSCブラガに移籍した。
2019年7月10日、深圳市足球倶楽部へ移籍することが発表された。
2020年1月31日、SLベンフィカへ2020年末までのレンタル移籍が発表された。
2021年8月31日、UDアルメリアに1年契約で移籍した。